# پتروشیمی لردگان
تعارض منافع|تاریخ=دسامبر ۲۰۲۳}}
}}
مجتمع پتروشیمی لردگان واقع دراستان چهارمحال و بختیاری منطقه فلارد در فاصله ۵۵ کیلو متری شهرستان لردگان می باشد. شرکت پتروشیمی لردگان درسال ۱۳۸۷ تاسیس گردید و به دلیل دسترسی مناسب به منابع آب و گازی و نزدیکی به سه خط لوله گاز کشور و همچنین دارا بودن زمین و موقعیت مناسب از نظر تسطیح و انجام کار زیر بنایی از موقعیت مکانی مناسبی برخوردار می باشد. محصول تولیدی این شرکت: آمونیاک با ظرفیت تولید روزانه ۲۰۵۰ تن واوره با ظرفیت تولیدی روزانه ۳۲۵۰ تن می باشد.
این شرکت در ۶ آذر سال ۱۳۹۹ به دست رئیس جمهور ایران حسن روحانی به بهره برداری رسید و هم اکنون به صورت ناپایدار در حال تولید اوره و آمونیاک است.
باربری ها 
باربری شرکت حمل ونقل ستاب سپهر بختیاری.  در جنب پتروشیمی واقع شده است
آمادگی حمل هرگونه محموله به سراسر کشور را دارد

## عضویت در بورس تهران
شرکت پتروشیمی لردگان در تاریخ مهر ۱۳۹۵ در بازار فرا بورس تهران عرضه شد و سهام این شرکت در بازار خرید و فروش می‌شود. در آبان سال 1402 درخواست این شرکت برای ورود به بازار دوم فرابورس به صورت مشروط پذیرفته شد و مقرر گردید طی 6 ماه موارد خواسته شده توسط سازمان فرابورس را جهت درج نماد در تابلوی فرابورس برآورده نماید که این امر پس از حدود یک سال بی‌خبری محض نهایتا با افشای رسمی مورخ 1403/7/17 مبنی بر ناتوانی( بی عرضگی) مدیریت در برآورده ساختن مدارک و اسناد درخواستی از سوی سازمان فرابورس عملا منتفی گردید و برگ زرین دیگری به افتخارات مدیریت کنونی آن افزود.

## دیگر شرکتهای هم صنعت
پتروشیمی کرمانشاه و پتروشیمی پردیس و پتروشیمی شیراز و پتروشیمی خراسان و پتروشیمی رازی از شرکتهای هم صنعتی این شرکت هستند که همگی محصولات اوره و آمونیاک تولید می‌کنند
ظرفیت تولید پتروشیمی لردگان کمتر از ۲ برابر پتروشیمی کرمانشاه و یک سوم پتروشیمی پردیس است.

## محصولات
تولید آمونیاک با ظرفیت تولید روزانه ۲۰۵۰ تن
تولید اوره با ظرفیت تولیدی روزانه ۳۲۵۰ تن
== شرکت های حمل بار پتروشیمی لردگان ==شرکت حمل ونقل شتاب سپهر بختیاری 
http://shetabsepehr.ir/ 
این شرکت دارای تجهیزات و امکانات کامل 
در جنب پتروشیمی لردگان وآمادگی حمل هرگونه بار را دارد
https://kamiondaranchen.
ir/
شرکت حمل ونقل کامیونداران] چنار مسئول حمل بار اوره و آمونیاک پتروشیمی لردگان می باشد.این شرکت حمل ونقل از سال 1399مسئول حمل بار پتروشیمی لردگان می باشد.این شرکت دارای دو شعبه می باشد.که یکی از این شعبه های این شرکت جنب در ورودی پتروشیمی می باشد.برای دانستن اطلاعات بیشتر از این شرکت باکلیک برروی این کلمه وارد سایت این شرکت شوید.
این شرکت توانسته با شرکت هایی همچون مجتمع پتروشیمی لردگان(حمل کود شیمیایی و گاز آمونیاک)کارخانه سیمان پارسیان ,شرکت خدمات حمایتی کشاورزی ,شرکت تعاون روستایی ,شرکت حمل ونقل مهندسی بازرگانی پتروشیمی,شرکت خلیج فارس,شرکت بوتان ران,شرکت برق منطقه ای اصفهان,وسایر شرکت های پیمانکاری در منطقه.....همکاری داشته است.

## مشکلات گسترده پیش و پس از افتتاح
عملیات اجرایی احداث این شرکت پس از کش و قوس های فراوان و پس از گذشت 7 سال از کلنگ زنی و به لطف برجام که باعث برقراری خط اعتباری از سوی چین برای احداث این پروژه گردید در سال 94 آغاز و پس از وعده و وعید ها و تاخیرات فراوان در سال 99 به بهره برداری رسید. عدم پشتیبانی شرکتهای خارجی صادر کننده مجوز برای این شرکت به دلیل تحریم های بازگشته توسط ترامپ باعث گردید متخصصان ایرانی و با کمک دانش داخلی نسبت به تکمیل این پروژه اقدام نمایند. همین امر منجر به بروز مشکلات عدیده ای برای این پتروشیمی نوپا گردید به طوری که پس از گذشت تنها 5 ماه از افتتاح این پروژه و تقریبا بدون تولید هیچ‌گونه محصولی در تاریخ 15 اردیبهشت 1400 به دلیل ضعف در طراحی کمپرسور، این مجموعه تعطیل و تا آبان ماه همان سال این تعطیلی به طول انجامید. 
از دیگر مشکلات این شرکت توقف های مکرر تولید به دلایل مشکلات فنی و عدم به ظرفیت رسیدن این مجموعه با وجود ادعاهای صورت پذیرفته توسط محسن محمودی مدیرعامل این شرکت را می توان نام برد به طوری که با گذشت حدود 47 ماه از افتتاح این شرکت میانگین ظرفیت تولید این مجموعه  کمتر از 60 درصد بوده است. مشکلات فنی متعدد در این پتروشیمی باعث مصرف بالاتر از حد استاندارد گاز نیز گردیده است که این امر هزینه مازاد زیادی را به شرکت و سهامداران تحمیل نموده است. در حالی که پتروشیمی هایی همچون پردیس، کرمانشاه و خراسان به ازای تولید 1 تن اوره 750 متر مکعب مصرف گاز دارند، تولید همین مقدار اوره در پتروشیمی لردگان بیش از 1200 متر مکعب گاز نیاز دارد. بی تجربگی مدیریت و همچنین کارکنان پتروشیمی لردگان نیز باعث تشدید مشکلات کلافه کننده، کسالت بار و تکراری این مجموعه شده است.

## تعطیلی های طولانی مدت ناشی از قطعی گاز و برق
پس از روی کار آمدن دولت سیزدهم و تغییر رویکرد مسئولان دولتی مبنی بر قطع کردن گاز و برق صنایع و پتروشیمی ها برای مقابله با ناترازی انرژی کشور و تامین برق و گاز خانگی به هر شکل ممکن، تعطیلی های طولانی مدت پتروشیمی لردگان آغاز گردید. به طوری که در سال 1402 این پتروشیمی عملا بیش از 3 ماه را تعطیل بود و در سال 1403 نیز از اوایل آبان ماه با اعلام محدودیت ظرفیت تولید 70 درصد (عملا 40 درصد ظرفیت اسمی) ضربه دیگری بر پیکر این پتروشیمی به گل نشسته هلدینگ خلیج فارس وارد آمد. بی تدبیری مدیریت مجموعه در عدم احداث نیروگاه اختصاصی برق پس از اولین قطعی برق و همچنین انفعال در تعامل با شرکت ملی گاز به منظور کاهش مدت زمان قطعی گاز، باعث وارد آمدن ضرر و زیان گسترده به سهامداران شده است.

## وضعیت سهام
تعداد سهام این شرکت در تاریخ 9 آبان 1403 و پس از چند بار افزایش سرمایه، 9 میلیارد سهم می باشد. قیمت سهام این شرکت در سال 99 از 400 تومان در ابتدای سال به حدود 2000 تومان در اوج رونق بورس در 11 مرداد رسید ولی پس از آن با ریزش سنگین به حدود 500 تومان در اردیبهشت 1400 رسید . علیرغم اینکه بسیاری از سهام از سقف قیمتی سال 99 عبور کرده اند، سهام این شرکت همچنان 75 درصد زیر قیمت سقف و در حدود 536 تومان در تاریخ 9 آبان 1403 می باشد. این عملکرد فاجعه بار، نماد شلرد را جزو کم بازده ترین و ضررده ترین سهام بازار فرابورس و بورس و شاید جزو 5 درصد انتهایی لیست قرار داده است. بسیاری از سهامدارانی که به امید رشد قیمت این سهم پس از افتتاح نسبت به خرید سهام این شرکت نموده بودند هم اکنون با ضررهای سنگین مواجه شده اند. 

## مدیریت پتروشیمی لردگان
در کنار مشکلات گسترده ای که این شرکت با آن دست و پنجه نرم می کند شاید بتوان عملکرد مدیریتی این پتروشیمی را جزو اصلی ترین مشکلات به حساب آورد. پس از انتصاب محسن محمودی به مدیریت این شرکت در سال 97 امیدهایی در جهت بهبود روند احداث و همچنین عملکرد این شرکت پس از افتتاح پدید آمد اما پس از گذشت مدتی همه این امیدها نقش بر آب گردید. تاخیر های مکرر در افتتاح، مشکلات گسترده پس از افتتاح، نشت اطلاعات درون شرکت به کانالهای تلگرامی و عدم اطلاع رسانی به موقع در مورد وضعیت شرکت را می توان از نقاط تاریک کارنامه محمودی در طی 5.5 سال اخیر دانست. این مدیر عامل نسبتا جوان و بومی پتروشیمی لردگان با انجام مصاحبه های متعدد و دادن وعده های مکرر اما بی سرانجام باعث بی اعتمادی گسترده و بعضا ضرر و زیان سهامداران این شرکت شده است. وعده افتتاح مجموعه تا انتهای پاییز 98، وعده احداث نیروگاه اختصاصی برق تا سال 1402، وعده نصب کمپرسور جدید در بهمن ماه 1402 و تولید با ظرفیت 110 درصد بعد از بهمن ماه، وعده برطرف نمودن مشکل کمپرسور و کاتالیست شرکت در زمان تعطیلی ناشی از قطعی گاز و برق و همچنین مصاحبه های متعدد در مورد افشای اخبار خوشحال کننده ولی عدم افشای این اخبار در کدال نمونه هایی از وعده های پوچ و عملکرد ابهام برانگیز محمودی به عنوان مدیرعامل پتروشیمی لردگان بوده است که شائبه هایی مبنی بر وجود فساد گسترده در مجموعه را در بین سهامداران پدید آورده است. 

## سهامداران شرکت
| سهامدار/دارنده                               | سهم   | درصد   |
| -------------------------------------------- | ----- | ------ |
| شرکت گروه پتروشیمی سرمایه‌گذاری ایرانیان-سهام | 6 B   | ۶۵٫۹۰۰ |
| شرکت مهندسی همپا-سهامی خاص-                  | 201 M | ۲٫۲۳۰  |
| BFMصندوق سرمایه‌گذاری. ا.ب. خلیج فارس         | 148 M | ۱٫۶۳۰  |
| شرکت صنایع پتروشیمی خلیج فارس-سهامی عام-     | 104 M | ۱٫۱۵۰  |
| شرکت تدبیرگران اقتصاد اوراسیا                | K 250 | ۰٫۰۵   |